# 宇和島市学習交流センター
宇和島市学習交流センター（うわじましがくしゅうこうりゅう-）は愛媛県宇和島市にある生涯学習施設。愛称はパフィオうわじま。

## 概要
- 2019年4月6日に開館[2]。パフィオうわじまは愛称選考委員会で市内外より559件の応募の中から最優秀賞に内定、「パール」・「フィッシュ」・「オレンジ」の頭文字をとったもの[1]。
- 1階は生涯学習センターで緞帳は宇和島市在住の現代美術家大竹伸朗が新たに原画を書き下ろし、無償で制作に全面協力を頂き完成。宇和島市を拠点に移して30年目にして、初の公共施設で手掛ける作品となった[2]。
- 宇和島市立中央図書館[3]として、2階は一般図書フロアと3階は児童図書フロア。宇和島市立中央公民館の1階と2階から移転[4]。
- 4階は子育て世代活動支援センターで、子どもが安全に遊び、子育て世代などが自由に交流することができる。